# 幕末のスパシーボ
『幕末のスパシーボ』（ばくまつのスパシーボ）は、1997年9月20日に公開されたアニメーション映画。文部省選定・外務省推薦映画。キャッチコピーは、「心に国境はない……少年は、すこし大人になった」。

## 概要
幕末における日露の外交交渉と、日本人・ロシア人の友好を描いた作品。日本・ロシア協会理事長だった斉藤斗志二衆議院議員の指揮の下で製作された。斉藤は製作総指揮を務めた他に、製作費の提供や声優出演も行っている。また、斉藤の父である斉藤了英も製作費を提供している。
本作公開から2カ月後に行われたクラスノヤルスク会談において、橋本龍太郎総理大臣からボリス・エリツィン大統領に対し、「日露友好の証」として本作のVHSが進呈された。

## ストーリー

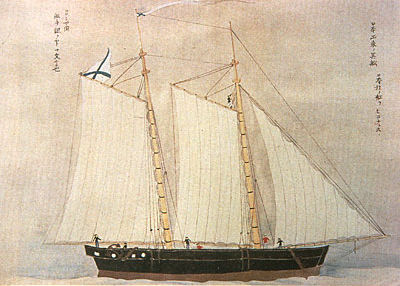
実際のヘダ号を描いた絵図

幕末。ペリー率いるアメリカ艦隊の来航によって、200年余り続いた日本の鎖国は終わりを迎えた。そこに、プチャーチン率いるロシア軍艦「ディアナ号」が来航し、アメリカに続き日本との国交樹立を要求してきた。対応に苦慮した江戸幕府は、外国通の川路聖謨を全権代表に任じ、プチャーチンとの交渉に当たらせた。両者は伊豆・下田において会談したが、互いに譲歩することはなく議論は平行線を辿った。
日露交渉が始まって数日後、伊豆をマグニチュード8,4の大地震「安政東海地震」が襲った。プチャーチンらロシア人は危険を顧みず、津波に流される日本人たちの救助を行ったが、その代償として「ディアナ号」は航行に支障が出る程の被害を受けてしまった。安全な場所での修理を求めるプチャーチンに対し、川路は戸田村での修理を許可した。しかし、「ディアナ号」は嵐に遭遇し座礁してしまう。この時、宮嶋村の村民たちは、ロシア人との接触を禁じた幕府の命令に背き、沈没する「ディアナ号」から多くのロシア人を救出した。
川路は沈没した「ディアナ号」に代わり、新たに洋式帆船を建造することに決め、戸田村の大工・緒明嘉吉に建造を依頼する。嘉吉たちはロシア人たちと共に帆船造りをすることになり、日本人とロシア人との交流が始まった。初めはぎこちなかった両者も次第に心を通わせ、菊三郎ら子供たちもロシア人たちとの交流を楽しむようになっていた。
やがて、日本が初めて手掛けた本格的洋式帆船が完成し、戸田村の人々とロシア人たちの別れの時が来た。プチャーチンは、自分たちのために尽くしてくれた戸田村の人々に感謝と敬意を込めて、船の名前を「ヘダ号」と命名した。

## 登場人物

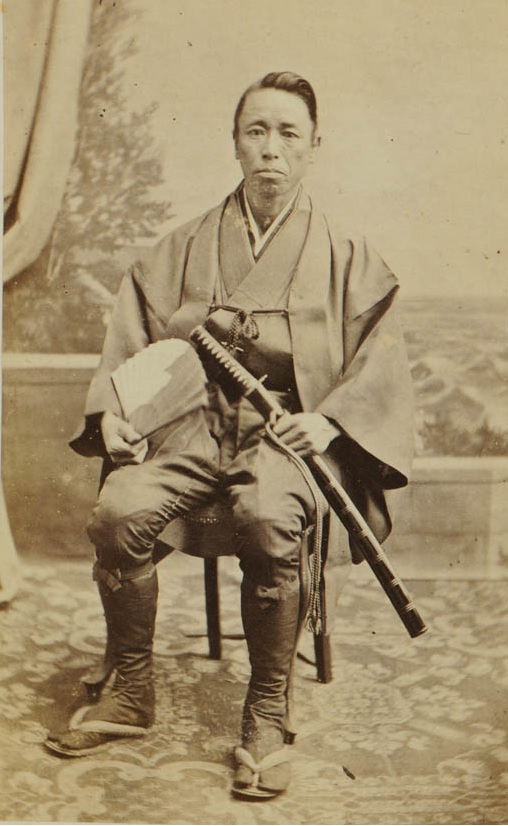
実物の上田寅吉(1823－1890)。ヘダ号建造に携わったのちオランダへ留学した

川路 聖謨（かわじ としあきら）
勘定奉行。日露交渉における日本側の全権代表。柔軟な発想とユーモアを解する性格だが、交渉の場では妥協を許さない。
日露交渉を通じてプチャーチンとの親睦を深め、別れの際には称賛の言葉を贈った。
プチャーチン
海軍中将。日露交渉におけるロシア側の全権代表。厳格な性格で、交渉では川路と激論を交わすが、自分の非を素直に認める紳士的な人物でもある。
別れの際には川路と戸田村の人々への感謝と友情の言葉を贈った。死後、娘のオルガ・プチャーチナが戸田村を訪れ、寄付金を贈っている。
緒明 菊三郎（おあけ きくさぶろう）
嘉吉の息子。好奇心旺盛で、ロシア人たちと積極的に交流する。
後年、品川造船所を開き、日本の造船業を支える。
太田 波（おおた なみ）
戸田村の名主の娘。菊三郎・政吉・多吉の幼馴染み。ミハイオフに恋をしており、別れの際には互いの名前を呼び合った。
後年、熊三郎と結婚し、共にオルガの訪問を受ける。
緒明 嘉吉（おあけ かきち）
菊三郎の父。船大工の棟梁。腕は確かだが、短気で喧嘩っ早い性格をしている。
上田 寅吉（うえだ とらきち）
嘉吉の友人の大工。嘉吉と共に、戸田村の大工たちのまとめ役をしている。
後年、横須賀造船所の初代技師長になる。
重蔵（しげぞう）
宮嶋村の長老。座礁した「ディアナ号」からロシア人たちを救出する。
モジャイスキー
ロシア人士官。帆船の設計を担当し、嘉吉たちの技術の高さを見て感嘆する。

## キャスト
- 川路聖謨 - 有川博
- プチャーチン提督 - 加藤精三
- 緒明菊三郎 - まるたまり
- 緒明嘉吉 - 中庸助
- 上田寅吉 - 大山高男
- 太田波 - 佐藤ユリ
- 松城熊三郎 - 岡野浩介
- 徳川斉昭 - 池田勝
- 筒井肥前守 - 佐々木敏
- 江川太郎左衛門 - 仲野裕
- 中村為弥 - 後藤哲夫
- 伊沢美作守 - 矢田稔
- 都築駿河守 - 大滝進矢
- 森山栄之助 - 古田信幸
- レソフスキー大尉 - 小山武宏
- ポシェート中佐 - 筈見純
- モジャイスキー - 島香裕
- ミハイオフ - 大黒和宏
- ワシリエフ - 関口英司
- アメリカ士官 - 小野英昭
- 久蔵 - 鈴木勝美
- 政吉 - 岩永哲哉
- 多吉 - 津村まこと
- 重蔵 - 斉藤としつぐ
- ナレーション - 山川静夫

## スタッフ
- 企画 - 友好半島日露の会アニメ製作委員会、大石武文
- 製作総指揮 - 斉藤としつぐ
- 原作 - 仲倉重郎
- 監督・脚色 - 出﨑哲
- 資料設定 - 市川卓、末永光代
- キャラクターデザイン - 清水恵蔵、四分一節子
- 絵コンテ - 滝沢敏文
- 監督補佐 - 棚橋一徳
- 演出 - 前島健一
- 作画監督 - 清水恵蔵
- 作画監督補佐 - 坂本修司、島田英明
- 美術設定 - 池信孝
- 美術監督 - 脇威志
- 撮影監督 - 岡崎英夫
- 音響監督 - 清水勝則
- 音楽 - 中島優貴
- 色彩設定 - 冨畑貴史
- 特殊効果 - 前川孝
- 編集 - 井上和夫、井上紗千子
- 題字 - 七澤象聲
- 録音スタジオ - 東京テレビセンター
- 現像 - 東京現像所
- 協力 - 斉藤了英、下田市、富士市、戸田村、沼津市戸田造船郷土資料博物館、豆州下田郷土資料館、富士市立博物館、沼津市歴史民俗資料館、ペリー記念館、近藤和船研究所・近藤友一郎、富士市日ロ友好協会、沼津青年会議所、富士青年会議所、下田青年会議所、富士宮青年会議所、西伊豆青年会議所、中伊豆青年会議所
- 特別協力 - 在日ロシア大使館
- 資料提供 - 松城林三、北澤法隆、印南博之、東京労音、ミュージカル「ディアナ号」制作実行委員会、大漁木やり唄中丸保存会
- プロデューサー - 大路幹生、佐藤公則、茂手木秀樹
- アニメーションプロデューサー - 松崎義之
- 制作 - NHKエンタープライズ21、マジックバス
- 配給・発売元 - 東和ビデオ

## 主題歌
主題歌「終わりのない夢」
作詞・作曲・歌 - 諸星和己